# رقصة مينورا
قالب:Infobox dance

مينورا أو مانورا (มโนราห์, قالب:IPA-th)، يُختصر أحيانًا إلى نورا (โนรา, قالب:IPA-th) هو أداء رقص مسرحي وموسيقي وبهلواني سيامي تقليدي نشأ في جنوب تايلاند. وبوجود حبكات مماثلة مأخوذة من قصص جاتاكا لـ "مانوهارا"، يرتبط هذا النوع من الأداء بفنون السيامية الأخرى مثل "لاخون شاتري" (ละครชาตรี)، وهو أداء آخر يعود أصله إلى وسط تايلاند. يزيد عمر نورا عن خمسمائة عام ويُقدم في مراكز المجتمع المحلي في تايلاند وفي معارض المعابد والفعاليات الثقافية، ويُورث من خلال التدريب عن طريق المعلمين في المنازل والمنظمات المجتمعية والمؤسسات التعليمية. في ماليزيا، تراجعت ممارسة مينورا بشكل كبير منذ أن حظرتها حكومة كيلانتان، التي تعتبر هذا الأداء الثقافي حرامًا (ممنوعًا) لارتباطها بالشرك.
في عام 2021، تم التعرف رسميًا على نورا من قبل اليونسكو (منظمة الأمم المتحدة للتربية والعلم والثقافة) على القائمة التمثيلية للتراث الثقافي غير المادي للإنسانية.

## قراءات إضافية
- جينزبورج، هنري دي (1972). "رقصة المينورا: مقدمة" (PDF). مجلة جمعية سيام. ج. 60 ع. 2: 169–181. مؤرشف من الأصل (PDF) في 2023-05-14.
- همت، كريستين (1992). "لو نورا في جنوب تايلاند: عبادة للأجداد". نشرة المدرسة الفرنسية في أقصى الشرق. ج. 79 ع. 2: 261–282. DOI:10.3406/befeo.1992.1881. JSTOR:43731384.
- كيرشو، روجر (1982). "القليل من الدراما العرقية: بعض الجوانب السوسيولوجية لرقصة المينورا في كيلانتان". مجلة جنوب شرق آسيا للعلوم الاجتماعية. ج. 10 ع. 1: 69–95. DOI:10.1163/156853182X00056. JSTOR:24490909.
- "تصحيح: القليل من الدراما العرقية: بعض الجوانب السوسيولوجية لرقصة المينورا في كيلانتان". مجلة جنوب شرق آسيا للعلوم الاجتماعية. ج. 10 ع. 2: 118. 1982. DOI:10.1163/156853182X00191. JSTOR:24490818.
- بلورايت، بوه سيم (نوفمبر 1998). "فن المينورا: قصة قديمة عن القوة النسائية المحفوظة في مسرح جنوب شرق آسيا". ربع سنوي للمسرح الجديد. ج. 14 ع. 56: 373–394. DOI:10.1017/S0266464X00012458. S2CID:193245274.
- شيبارد، موبين (1973). "المينورا في كيلانتان". مجلة الفرع الماليزي للجمعية الملكية الآسيوية. ج. 46 ع. 1 (223): 160–170. JSTOR:41492072.
- سيموندز، إي. إتش. إس. (1967). "'ماهوراسوب' في مخطوطة تايلاندية للمينورا". نشرة مدرسة الدراسات الشرقية والأفريقية، جامعة لندن. ج. 30 ع. 2: 391–403. DOI:10.1017/S0041977X00062297. JSTOR:611002. S2CID:177913499.
- سيموندز، إي. إتش. إس. (1971). "'ماهوراسوب' II: مخطوطة المكتبة الوطنية التايلاندية". نشرة مدرسة الدراسات الشرقية والأفريقية، جامعة لندن. ج. 34 ع. 1: 119–131. DOI:10.1017/S0041977X00141618. JSTOR:614627. S2CID:162819400.
- تان سوي بينج، تان (1988). "المينورا التايلاندية في ماليزيا: التكيف مع مجتمع الصين في بينانغ". دراسات التراث الشعبي الآسيوية. ج. 47 ع. 1: 19–34. DOI:10.2307/1178249. JSTOR:1178249.

قالب:قائمة اليونسكو التمثيلية للتراث الثقافي اللامادي للإنسانية